# Torneo Invierno 1997 (México)
El Torneo de Invierno 1997 fue la edición LVIII del campeonato de liga de la Primera División del fútbol mexicano; se trató del tercer torneo corto, luego del cambio de formato de competencia, con el que se abrió la temporada 1997-98. Cruz Azul conquistó el octavo título de su historia, luego de diecisiete años sin levantar el torneo local, tras vencer en la final a León en el Estadio Nou Camp con un recordado gol de oro anotado por Carlos Hermosillo en el tiempo extra.
Este campeonato significó el regreso al máximo circuito de los Tigres de la UANL, que lograron el bicampenato de los torneos Invierno 1996 y Verano 1997 de la Primera División 'A', con lo que no tuvieron que disputar la Final de Ascenso para retornar a la categoría.

## Formato de competencia
Los 18 equipos participantes se dividen en 4 grupos, dos de cinco integrantes y dos de cuatro. Juegan todos contra todos a una sola ronda, por lo que cada equipo jugó 17 partidos. Al finalizar la temporada regular califican a la liguilla los 2 primeros lugares de cada grupo; si hubiera 1 o 2 clubes (no ubicados en esos dos primeros puestos) de un sector, con mejor desempeño estadístico que algún líder o sublíder de otro grupo, estos se medirán en la fase de reclasificación o repechaje en duelos a eliminación directa.

### Fase de calificación
En la fase de calificación participan los 18 clubes de la primera división profesional jugando todos contra todos durante las 17 jornadas respectivas, a un solo partido. Se observará el sistema de puntos. La ubicación en la tabla general está sujeta a lo siguiente:
1. Por juego ganado se obtendrán tres puntos.
2. Por juego empatado se obtendrá un punto.
3. Por juego perdido no se otorgan puntos.

El orden de los clubes al final de la Fase de Calificación del Torneo corresponderá a la suma de los puntos obtenidos por cada uno de ellos y se presentará en forma descendente. Si al finalizar las 17 jornadas del torneo, dos o más clubes estuviesen empatados en puntos, su posición en la Tabla General será determinada atendiendo a los siguientes criterios de desempate:
1. Mejor diferencia entre los goles anotados y recibidos
2. Mayor número de goles anotados
3. Marcadores particulares entre los clubes empatados
4. Mayor número de goles anotados como visitante
5. Mejor ubicación en la Tabla General de Cocientes
6. Tabla Fair Play
7. Sorteo

### Fase final
Califican a la liguilla los 2 primeros lugares de cada grupo; si hubiera 1 o 2 clubes (no ubicados en esos dos primeros puestos) de un sector, con mejor desempeño estadístico que algún líder o sublíder de otro grupo, estos se medirán en la fase de reclasificación o repechaje en duelos a eliminación directa.
1.º vs 8.º 

2.º vs 7.º 

3.º vs 6.º 

4.º vs 5.º
En semifinales participarán los cuatro clubes vencedores de cuartos de final, reubicándolos del uno al cuatro, de acuerdo a su mejor posición en la Tabla General de Clasificación al término de la jornada 17, enfrentándose 1.º vs 4.º y 2.º vs 3.º.
Disputarán el título de Campeón del Torneo Invierno 1997 los dos clubes vencedores de la fase semifinal.
Todos los partidos de esta fase serán en formato de ida y vuelta, eligiendo siempre el club que haya quedado mejor ubicado en la Tabla General de Clasificación el horario de su partido como local.
El criterio usado para definir una clasificación en las rondas de reclasificación, cuartos de final y semifinales en caso de empate global será otorgar esta al equipo con mejor posición en la tabla general al final de la fase regular. En cuanto a la final, un empate global luego del juego de vuelta, será dirimido con dos tiempos extras de 15 minutos cada uno, contando con la posibilidad del Gol de oro, y posteriormente Tiros desde el punto penal, hasta que se produjera un ganador.

## Equipos por Entidad Federativa
Para la temporada 1997-1998, la entidad federativa de la República Mexicana con más equipos profesionales en la Primera División fue la Ciudad de México con 5, seguida de Jalisco con 3, 2 para Nuevo León, Estado de México y Guanajuato.
| Santos Monterrey Tigres Atlético Morelia Atlas Guadalajara Tecos U.A.G León Atlético Celaya Necaxa Puebla Toluca Toros Neza América Cruz Azul UNAM Veracruz Atlante | \| Entidad Federativa \| N.º \| Equipos \| \| ------------------ \| --- \| ------------------------------------------------ \| \| Distrito Federal \| 5 \| América, Cruz Azul, Pumas UNAM, Atlante y Necaxa \| \| Jalisco \| 3 \| Atlas, Tecos y Guadalajara \| \| Nuevo León \| 2 \| Monterrey y Tigres UANL \| \| Estado de México \| 2 \| Toluca y Toros Neza \| \| Guanajuato \| 2 \| León y Atlético Celaya \| \| Coahuila \| 1 \| Santos \| \| Michoacán \| 1 \| Morelia \| \| Puebla \| 1 \| Puebla \| \| Veracruz \| 1 \| Veracruz \| |                                                  |
| Entidad Federativa | N.º | Equipos                                          |
| Distrito Federal | 5 | América, Cruz Azul, Pumas UNAM, Atlante y Necaxa |
| Jalisco | 3 | Atlas, Tecos y Guadalajara                       |
| Nuevo León | 2 | Monterrey y Tigres UANL                          |
| Estado de México | 2 | Toluca y Toros Neza                              |
| Guanajuato | 2 | León y Atlético Celaya                           |
| Coahuila | 1 | Santos                                           |
| Michoacán | 1 | Morelia                                          |
| Puebla | 1 | Puebla                                           |
| Veracruz | 1 | Veracruz                                         |